# Brancourt-le-Grand
Brancourt-le-Grand – miejscowość i gmina we Francji, w regionie Hauts-de-France, w departamencie Aisne.
Według danych na czerwiec 2017 roku gminę zamieszkiwało 609 osób, a gęstość zaludnienia wynosiła 46,03 osób/km².